# كارولي بيندر
كارولي بيندر (بالمجرية: Binder Károly)‏ هو عازف جاز وعازف بيانو وملحن مجري، ولد في 2 أبريل 1956 في بودابست في المجر.

## وصلات خارجية
- كارولي بيندر على موقع IMDb (الإنجليزية)
- كارولي بيندر على موقع ميوزك برينز (الإنجليزية)
- كارولي بيندر على موقع ديسكوغز (الإنجليزية)